# Velika loža Norveške
Velika loža Norveške je prostozidarska velika loža na Norveškem, ki je bila ustanovljena leta 1949.
Združuje 72 lož, ki imajo skupaj 16.800 članov.